# Прибутковий будинок Сатановського
Прибутковий будинок Сатановського — прибутковий будинок Якова Сатановского, пам'ятка архітектури у Полтаві. Будинок розташований за адресою вул. Юліана Матвійчука, 6 поблизу круглого Березового гаю. Збудований у 1912 році за проєктом архітектора Вітольда Весселі.

## Опис
Будівля триповерхова, асиметрична у плані із проїздом у двір на рівні першого поверху в лівому крилі. Спочатку планування передбачало розташування трьох квартир на поверсі, з парадними і побутовими приміщеннями. За наявності парадних сходів із входом від Березового гаю, будівля має ще двоє східців з дворового фасаду, одні з яких були чорними сходами із найбільшої квартири. Розташування кімнат у квартирах анфіладне у парадній частині і роздільне, із дверми до коридорів, у побутовій частині. Висота приміщень — 3,8 метрів.
Конструкція будівлі — фундаменти і стіни цегляні, перегородки цегляні і дерев'яні, перекриття по дерев'яним балкам, дерев'яний дах з азбесто-фанерною покрівлею.
Зовнішній декор будівлі виконаний із використанням класичних елементів та деталей. Стіни оштукатурені. Перший поверх імітований штукатуркою під рустування. Парадний вхід, що знаходиться по центру кріплення лівого крила, обрамований порталом іонічного ордеру. Складний карниз з модульйонами вінчає стіни. Віконні прорізи обрамовані лиштвою простого профілю, квартири другого і третього поверхів мають балкони з металевими і кованими огорожами.